# Ayllón
Ayllón egy község Spanyolországban, Segovia tartományban. Ayllón Riaza, Ribota, Corral de Ayllón, Languilla, Fuentecambrón, San Esteban de Gormaz, Montejo de Tiermes és Cantalojas községekkel határos. Lakosainak száma 1105 fő (2024).

## Nevezetességek
A községhez tartozó Grado del Pico településen áll a romanikus stílusú (később átalakított) középkori Szent Péter-templom.

## Népesség
A település népessége az elmúlt években az alábbi módon változott:
| Lakosok száma | 1207 | 1238 | 1243 | 1429 | 1398 | 1354 | 1212 | 1196 | 1154 | 1105 |
|               | 2001 | 2004 | 2007 | 2009 | 2012 | 2014 | 2017 | 2019 | 2022 | 2024 |